# Обамбо
Обамбо — призрак из фольклора ряда народов Центральной Африки, представляющий собой беспокойный дух умершего. 
Согласно легендам, Обамбо подолгу обитает в кустах, но, в конце концов, устаёт от этого и является какому-либо живому близкому родственнику с просьбой построить для него дом рядом с собственным домом родственника. В ночь, после появления призрака, деревенские женщины собирались для пения и танцев, а на следующий день жители деревни посещали могилу умершего и делали грубый идол. Затем они возводили небольшую хижину рядом с домом человека, которого посетил Обамбо; в эту хижину помещали носилки, на которых умершего «несли» из могилы в хижину, а также часть праха из могилы. Затем на входную дверь накидывалась белая ткань.
Словом "Обамбо" также называют дух любого мёртвого, который умер в кустах и не имеет могилы.